# Guilherme Fontes
Guilherme Machado Cardoso Fontes (Petrópolis, 8 de janeiro de 1967) é um ator, diretor e produtor brasileiro. Ganhou destaque em Mulheres de Areia (1993), ao interpretar o protagonista Marcos e em A Viagem (1994), como o  vilão Alexandre.

## Biografia
Iniciou sua carreira em novelas aos 18 anos, na primeira versão de Ti Ti Ti (1985), de Cassiano Gabus Mendes, com Luiz Gustavo, Reginaldo Faria e Malu Mader em sua segunda novela. No mesmo ano, por meio de testes, fez seu primeiro filme como protagonista, A cor do seu destino (1986), de Jorge Duran, um drama sobre os exilados chilenos durante o governo de Salvador Allende. No ano seguinte, estrelou o filme Um trem para as estrelas (1987), com direção de Cacá Diegues, famoso diretor de Bye Bye Brasil e Xica da Silva. Depois protagonizou o filme Dedé Mamata (1987).
Seu primeiro grande sucesso foi na minissérie Desejo, de Glória Perez. A trama baseava-se na história real do assassino confesso do importante escritor brasileiro Euclides da Cunha, interpretado por Tarcísio Meira. Guilherme viveu o personagem Dilermando de Assis, amante da esposa de Euclides, estrelada por Vera Fischer, que mata, além do escritor, o filho do casal, vinte anos depois.
Dentre as mais de vinte novelas e séries em que participou na TV, também se destacou como Marcos em Mulheres de Areia (1993), personagem que vivia o conflito entre o amor das gêmeas Ruth e Raquel (Glória Pires), e Rei em Bebê a Bordo (1988), lançando a moda da bandana na época. Também em 1988, foi Aderbal, na minissérie adaptada do clássico O Pagador de Promessas.
Foi principalmente como o vilão Alexandre Toledo, de A Viagem (1994), trama espírita de Ivani Ribeiro, que o ator ficou gravado na memória da teledramaturgia brasileira. Batendo recordes de audiência, nos últimos 25 anos a novela já foi reprisada quatro vezes, duas em Vale a Pena Ver de Novo e duas no canal Viva.
Na primeira e única atuação da cantora Sandy numa novela, Guilherme foi seu par romântico, o Tonny, em Estrela-Guia (2001). O último papel em TV foi fazendo o corretor imobiliário Mário, na novela das seis Boogie Oogie.
Antes da estreia na TV, Guilherme estudou teatro no Tablado. Foi aluno de grandes nomes como Louise Cardoso, Milton Dobbin, Toninho Lopes e Carlos Wilson (o “Damião”). Nessa mesma época, vários artistas estavam iniciando suas carreiras. Guilherme contracenou desde cedo com talentos de sua geração como Malu Mader, Felipe Camargo e Maurício Mattar.
Participou de dois espetáculos teatrais de Maria Clara Machado, Os cigarras e os formigas e A bruxinha que era boa. Também atuou na peça Os doze trabalhos de Hércules (1983), de Carlos Wilson, aos 16 anos.
Como produtor teatral, realizou as peças Desejo e Eu Odeio Hamlet. Em Desejo, de Eugene O’Neill, dividiu o palco com Vera Fischer, Juca de Oliveira, Antonio Calloni e Marcos Oliveira. A peça foi encenada em cerca de 140 cidades brasileiras, atingindo a um público de mais de 150 mil pessoas durante os seis meses em que esteve em cartaz. Já em Eu odeio Hamlet, de Paul Rudnick, contracenou com Claudia Abreu, Luis Gustavo, Jonas Bloch, Osmar Prado e Alice Borges. A montagem teve cerca de 150 apresentações, mais de 100 mil espectadores e foi dirigida por José Wilker.
Em novembro de 1994, adquiriu os direitos do best seller Chatô, O Rei do Brasil, obra de Fernando Morais sobre o magnata das telecomunicações do Brasil Assis Chateaubriand, e apresentou aquele que viria a ser o maior projeto individual de um artista brasileiro na época.
Projeto multimídia, orçado em 12 milhões de dólares, produziu em parceria com o Canal GNT, a Globosat e as Organizações Globo a série Dossiê Chatô, composta de sete documentários dirigidos por Walter Lima Júnior. Filmados no Brasil e no exterior, também eram baseados no livro homônimo de Fernando Morais sobre Assis Chateaubriand. Foram entrevistados mais de uma centena de personalidades, entre elas Leonel Brizola, Fernando Henrique Cardoso, Darcy Ribeiro e Frederico Pernambucano.
Também em parceria com a Globosat, produziu a série Cinco Dias que Abalaram o Brasil, dirigido por Mauro Lima, sobre os cinco últimos dias de vida de Getúlio Vargas antes do suicídio. No ano seguinte, novamente em parceria com a Globosat, realiza o projeto 500 anos de História do Brasil, envolvendo doze documentários e doze debates sobre diversos fatos e personagens importantes da história brasileira no século XX, tais como o Golpe de 1964, AI-5, Os Três Golpes Contra o JK, Carlos Lacerda - O Demolidor, Chiquinha Gonzaga, dentre outros.
Em 1998, produziu e dirigiu a série O Caudilho e o Jagunço, uma redação de jornal multimídia da década de 1940. Também em 1998, em parceria com Francis Ford Coppola, famoso diretor de Apocalipse Now, The Godfather e muitos outros sucessos, e montou com tecnologia de ponta no Brasil a ZB Facilities, inaugurando a empresa finalizadora responsável pela pós-produção de dezenas de filmes brasileiros no período de 1998 a 2004 e formadora de mais de 50 profissionais da área de pós-produção.
Em fevereiro de 1999, começou a dirigir o longa metragem de ficção Chatô, O Rei do Brasil, inspirado livremente no livro homônimo de Fernando Morais. Quando viu o material bruto, Cacá Diegues o considerou como “o último filme tropicalista do cinema brasileiro”. Para Guilherme, o filme é também uma grande homenagem ao cinema novo, ao modernismo e a tudo o que admira.
Em 2019, participou da telenovela Órfãos da Terra.

## Vida pessoal
Relacionamentos
Entre 1989 a 1994, esteve envolvido com a atriz Cláudia Abreu. Em 2005, nasceu sua primeira filha, Carolina, e em 2008, seu filho Carlos, fruto de seu casamento de 13 anos com Patrícia Lins e Silva.

## Controvérsias

### Questões legais
Em 2014, foi condenado a indenizar os cofres públicos no valor de R$ 66,27 milhões por causa da quantia que ele captou através da Lei Rouanet e da Lei do Audiovisual. Este seria o valor corrigido dos R$ 8,6 milhões captados apenas nos anos 90 para realização do filme Chatô, o Rei do Brasil.
Outra ação também foi arquivada em 2015 pelo Superior Tribunal de Justiça (STJ). Neste processo, Fontes foi denunciado pelo Ministério Público Federal (MPF) por improbidade administrativa. A ação foi ajuizada em 2010 e apontava que a produção recebeu R$ 51 milhões para um filme não concluído. Também se questionou a falta das prestações de contas.
Em 2017, o Ministério Público do Rio de Janeiro solicitou o ressarcimento aos cofres públicos no valor de R$ 1,484 milhão. O valor pedido é referente a contratos assinados com a RioFilme, empresa pública vinculada à prefeitura do Rio de Janeiro. De acordo com o MPRJ, houve pouco caso com a produção, que foi concluída em 21 anos, após sucessivos atrasos. Além disso, a RioFilme firmou contratos com a produtora Guilherme Fontes Filmes Ltda nos quais se previa a entrega de uma primeira cópia do filme em 2004, mas isso só ocorreu mais de 10 anos após o prazo estabelecido.
Em 19 de novembro de 2015, finalmente lançou o filme, que foi recebido de forma morna pela crítica especializada. Apesar disso, recebeu o prêmio APCA de melhor diretor de longa metragem da crítica paulista de arte e outros cinco prêmios da Academia Brasileira de Cinema e três da ABC - Associação Brasileira de Cinematografia.

## Filmografia

### Como ator

#### Televisão
| Ano  | Título                  | Personagem                     | Nota                                               |
| ---- | ----------------------- | ------------------------------ | -------------------------------------------------- |
| 1985 | Ti Ti Ti                | Carlos Augusto Mendes (Caco)   |                                                    |
| 1988 | O Pagador de Promessas  | Aderbal                        |                                                    |
| 1988 | Bebê a Bordo            | Reinaldo Luís Barbirotto (Rei) |                                                    |
| 1990 | Gente Fina              | Maurício Anazir                |                                                    |
| 1990 | Desejo                  | Dilermando de Assis            |                                                    |
| 1993 | Mulheres de Areia       | Marcos Azevedo Assunção        |                                                    |
| 1994 | A Viagem                | Alexandre Toledo               |                                                    |
| 1995 | Malhação                | Rei Star                       |                                                    |
| 1996 | A Vida como Ela É...    | Vários Personagens             |                                                    |
| 1996 | O Fim do Mundo          | Josias Junqueira               |                                                    |
| 1996 | O Rei do Gado           | Otávio Rangel (Tavinho)        |                                                    |
| 2001 | Estrela-Guia            | Luiz Antônio Salles (Tony)     |                                                    |
| 2005 | Bang Bang               | Jeff Wall Street               |                                                    |
| 2007 | Malhação                | Fernando Albuquerque (Naninho) |                                                    |
| 2008 | Beleza Pura             | Alexandre Borges (Alex)        |                                                    |
| 2008 | Casos e Acasos          | Chico                          | Episódio: "O Parto, o Batom e o Passaporte"        |
| 2009 | Tudo Novo de Novo       | Paulo Sales                    |                                                    |
| 2010 | S.O.S. Emergência       | Heitor                         | Episódio: "Várias Vezes ao Dia"                    |
| 2010 | As Cariocas             | Luiz Felipe                    | Episódio: "A Invejosa de Ipanema"                  |
| 2011 | Cordel Encantado        | Marquês Zenóbio Alfredo        |                                                    |
| 2012 | As Brasileiras          | Nelson                         | Episódio: "A Adormecida de Foz do Iguaçu"          |
| 2013 | Além do Horizonte       | Flávio Andrade                 |                                                    |
| 2014 | Boogie Oogie            | Mário Silva                    |                                                    |
| 2018 | Pacto de Sangue         | Silas Campello                 |                                                    |
| 2019 | Órfãos da Terra         | Norberto Fraga                 |                                                    |
| 2023 | Os Outros               | Jorge                          |                                                    |
| 2023 | Histórias (Im)Possíveis | Pedro                          | Episódio: "Falas Negras"                           |
| 2024 | Renascer                | Humberto Carvalho              | Episódios: "20 de maio" "19 de julho–12 de agosto" |

#### Cinema
| Ano  | Título                   | Personagem       | Nota      |
| ---- | ------------------------ | ---------------- | --------- |
| 1986 | A Cor do Seu Destino     | Paulo            |           |
| 1987 | Um Trem para as Estrelas | Vinicius         |           |
| 1987 | Dedé Mamata              | Dedé             |           |
| 2007 | Primo Basílio            | Sebastião        |           |
| 2015 | Chatô, o Rei do Brasil   | apresentador     |           |
| 2021 | O Silêncio da Chuva      | Ricardo Carvalho |           |
| 2021 | Lulli                    | Dr. César        |           |
| 2025 | Coisa de Novela          | Marcos           | Telefilme |

### Como diretor
| Ano  | Título                 | Nota          |
| ---- | ---------------------- | ------------- |
| 2015 | Chatô, o Rei do Brasil | [ 13 ] [ 14 ] |

## Prêmios e indicações
| Ano  | Associações                         | Categoria                | Nomeações              | Resultado | Ref.   |
| ---- | ----------------------------------- | ------------------------ | ---------------------- | --------- | ------ |
| 1989 | Troféu Imprensa                     | Revelação do Ano         | Bebê a Bordo           | Indicado  |        |
| 1994 | Troféu Imprensa                     | Melhor Ator              | A Viagem               | Indicado  |        |
| 2016 | Grande Prêmio do Cinema Brasileiro  | Melhor Roteiro Adaptado  | Chatô, o Rei do Brasil | Venceu    | [ 15 ] |
| 2016 | Prêmio Guarani de Cinema Brasileiro | Melhor Diretor           | Chatô, o Rei do Brasil | Indicado  | [ 16 ] |
| 2016 | Prêmio Guarani de Cinema Brasileiro | Melhor Roteiro Adaptado  | Chatô, o Rei do Brasil | Venceu    | [ 17 ] |
| 2016 | Prêmio APCA                         | Melhor Diretor de Cinema | Chatô, o Rei do Brasil | Venceu    | [ 18 ] |
| 2021 | Grande Prêmio do Cinema Brasileiro  | Melhor Ator Coadjuvante  | Boca de Ouro           | Indicado  | [ 19 ] |